# リ゜
リ゚（り゚）とは、明治期に一部で用いられた仮名。外来語のラ行音のうち、L音由来のものをR音由来のものから区別するために、前者に半濁点を添えたもの。

## リ゚に関わる諸事項
- 英語L音を示す特殊仮名文字。現在の発音ガナではひらがなの《ら》行でL音を示す方式が主流になっている[2][信頼性要検証]。
- 沖縄県宮古郡多良間村では、多良間方言における「Li」の発音の表記として「り゚」を用いている[3][4][5]。多良間方言における「り゚」などの仮名の使用については、1984年から始まった『多良間村史』の編集作業の際に、島の有識者らによって書き方のルールがまとめられたとされる[4]。